# Квитири
Квитири (груз. ქვიტირი) — село в Грузии, на территории Цхалтубского муниципалитета края (мхаре) Имеретия.

## География
Село находится в западной части Грузии, к западу от реки Риони, на расстоянии 18 километров к юго-востоку от города Цхалтубо, административного центра муниципалитета. Абсолютная высота — 121 метр над уровнем моря.

## Население
По результатам официальной переписи населения 2014 года, в Квитири проживало 2314 человек (1145 мужчин и 1169 женщин). В национальной структуре населения грузины составляли 99,9 %.
| Год  | Население, человек |
| ---- | ------------------ |
| 2002 | 2973               |
| 2014 | ↘ 2314             |